# Montsoué
Montsoué – miejscowość i gmina we Francji, w regionie Nowa Akwitania, w departamencie Landy.
Według danych na rok 1990 gminę zamieszkiwało 538 osób, a gęstość zaludnienia wynosiła 30 osób/km² (wśród 2290 gmin Akwitanii Montsoué plasuje się na 685. miejscu pod względem liczby ludności, natomiast pod względem powierzchni na miejscu 617.).